# Hidrostática
A hidrostática é a parte da física que estuda os fluidos em repouso. Apesar de a palavra "hidrostática" significar "estática da água", este termo é utilizado para designar a estática dos fluidos em geral. Ao contrário dos sólidos, um fluido em equilíbrio não pode estar sob a ação de forças cisalhantes ou tangenciais, por menores que elas possam ser. Por decorrência, todas as forças que agem sobre um fluido em repouso fazem-se atuando perpendicularmente a sua superfície livre.

## Característica dos fluidos
Um fluido é uma substância (ou mistura de substâncias) que escoa, porque não resiste as tensões de cisalhamento, isto é, que flui, com maior ou menor facilidade. Isto verifica-se porque as suas partículas, não ocupam posições fixas, deslocando-se com pequeno atrito, como acontece nos líquidos, e de outro modo, porque as partículas estão muito afastadas uma das outras, deslocando-se rápida e aleatoriamente em todo o espaço disponível como nos gases.
Considera-se fluidos os líquidos e gases e caracterizam-se por:
- Compressibilidade: líquidos assumem-se incompressíveis na maioria das situações e os gases são muito compressíveis;
- Resistência ao corte: os líquidos e gases deformam-se continuamente para minimizar forças de corte aplicadas;
- Forma e volume: líquidos e gases tomam as formas do seu local, tendo os líquidos volume relativo ao do seu local e os gases ocupando o volume do seu local;
- Resistência ao movimento: devido a viscosidade os líquidos sofrem mudanças na velocidade, já os gases tem viscosidade muito baixa;
- Pressão: a pressão em um ponto do fluido é a mesma em todas as direções, a exercida em uma superfície solida é sempre normal aquela superfície.[1]

## Pressão exercida por um fluido
A grandeza pressão (P) é definida como a força (F) aplicada perpendicularmente a uma superfície por unidade de área (A) dessa superfície. Se a densidade da força for a mesma para todos os pontos da superfície, então a pressão é denominada uniforme, e assim se pode escrever:
{\displaystyle P={\frac {F}{A}}}
A unidade de pressão no Sistema Internacional de Unidades (SI) é o Pascal (Pa), definido como a razão entre Newton (N) e metro quadrado (m²).
Entretanto, a força  aplicada a uma dada superfície pode variar de um dado ponto para outro. Neste caso, a pressão será a derivada da força com relação à área perpendicular em que ela é aplicada:
{\displaystyle P={\frac {dF}{dA}}}

## Pressão absoluta e pressão relativa

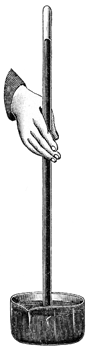
Experiência de Torricelli: na parte superior do tubo há quase-vácuo.

A grandeza escalar pressão pode ser expressa em relação a qualquer referencial, sendo que, no caso dos fluidos, normalmente são utilizados dois referenciais, a saber: vácuo absoluto e pressão atmosférica local.
Em um determinado espaço físico, sempre que a pressão absoluta for menor do que a pressão atmosférica local, que também é denominada de pressão barométrica, ali existe o que se denomina de vácuo. Assim o vácuo absoluto constituiria uma situação limite na qual não existiria nenhuma molécula de ar atmosférico em um determinado espaço físico. Destaca-se, entretanto, que o maior vácuo obtido em laboratório até nosso presente corresponde a uma pressão de {\displaystyle 10^{-7}}.
Levando-se em conta os dois referenciais descritos acima, se têm duas situações distintas para a expressão numérica da pressão:
- Quando a pressão é expressa como sendo a diferença entre o valor medido e o vácuo absoluto, ela é denominada de pressão absoluta.

- Quando a pressão é expressada como sendo a diferença entre o valor medido e a pressão atmosférica local, ela é chamada de pressão relativa. A pressão relativa também é denominada de pressão manométrica ou de pressão efetiva.

Matematicamente, as pressões relativa e absoluta estão relacionadas pela expressão a seguir:
{\displaystyle P_{absoluta}=P_{relativa}+P_{atmosfericalocal}}

## Princípio de Pascal

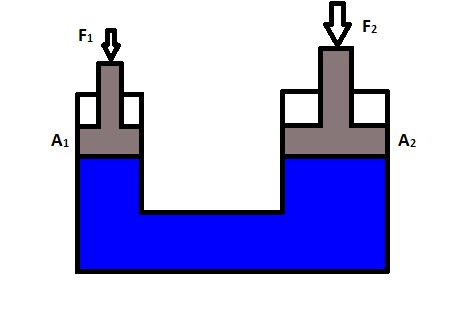
Prensa hidráulica: O aumento da força hidráulica

O Princípio de Pascal enuncia-se da seguinte forma: "A diferença de pressão entre dois pontos de um líquido homogêneo em equilíbrio é constante, dependendo apenas do desnível entre esses pontos. Logo, se produzirmos uma variação de pressão num ponto de um líquido em equilíbrio, essa variação se transmite a todo o líquido", ou seja, todos os pontos do líquido sofrem a mesma variação de pressão.
Uma aplicação prática é a prensa hidráulica. Para um êmbolo de 10 m² e outro de 1 m², uma força equivalente a 70 N será suficiente para levantar um veículo que pese 700 N, no outro êmbolo. Se um recipiente cheio de água, fechado, tem duas aberturas, uma cem vezes maior que a outra: colocando um pistão bem justo em cada uma, um homem empurrando o pistão pequeno igualará a força de cem homens empurrando o pistão cem vezes maior. E qualquer que seja a proporção das aberturas, estarão em equilíbrio.
Assim, se F1 e F2  são as magnitudes das forças sobre os pistões de áreas A1 e A2, respectivamente, temos:
{\displaystyle {\frac {F_{1}}{A_{1}}}={\frac {F_{2}}{A_{2}}}}
Como a área do pistão grande é muito maior do que a do pistão pequeno, a força sobre o  pistão grande F2  é muito maior do que F1.
{\displaystyle F_{2}=\left({\frac {A_{2}}{A_{1}}}\right)F_{1}}

## Pressão hidrostática e lei de Stevin
A  lei de Stevin enuncia-se da seguinte forma: "A diferença de pressões entre dois pontos da massa de um líquido em equilíbrio é igual à diferença de profundidade multiplicada pelo peso específico do líquido".
Todo o mergulhador sabe que a pressão é maior quanto maior for sua profundidade (a coluna de água acima dele é cada vez maior); o seu medidor de profundidade, na verdade, é um sensor de pressão. Da mesma forma, todo alpinista sabe que a pressão é menor quanto maior for a sua altura (a coluna de ar acima dele é cada vez menor). Esses dois exemplos irão ilustrar a definição de pressão hidrostática.
Considere inicialmente uma caixa mergulhada, em equilíbrio estático, num tanque de água (ou qualquer outro fluido, como o ar); como ela está em equilíbrio, sabemos que não há força resultante, ou seja:
Onde:
- {\displaystyle {\overrightarrow {F_{2}}}} é a força que age sobre a parte inferior da caixa, devido à coluna de água abaixo dela;
- {\displaystyle {\overrightarrow {F_{1}}}} é a força que age sobre a parte superior da caixa, devido à coluna de água acima dela;
- {\displaystyle m{\overrightarrow {g}}} é o peso da caixa;
- {\displaystyle y_{1},y_{2}} são, respectivamente, o teto e a base da caixa.

Sabendo que a soma de forças atuando na caixa mergulhada deve ser igual a zero (pois está em equilíbrio), temos:
{\displaystyle F_{2}=F_{1}+mg};
{\displaystyle F_{2}=F_{1}+\rho Vg}, cujo {\displaystyle V} representa o volume da caixa;
{\displaystyle F_{2}=F_{1}+\rho gAh}, em que {\displaystyle A} é a área da base e {\displaystyle h} a altura;
A partir da relação de que {\displaystyle P={F \over A}} (a força F é igual à pressão P exercida sobre a área A), segue da figura que:
{\displaystyle {F_{2} \over A}={F_{1} \over A}+{\rho gAh \over A}}, com isso chegamos na seguinte equação:
{\displaystyle p_{2}=p_{1}+\rho g(y_{1}-y_{2})}.
Com a equação acima, podemos determinar a pressão em um certo líquido (em função da profundidade) e também na atmosfera (em função da altitude). Se considerarmos {\displaystyle y_{1}=h}, {\displaystyle y_{2}=0}, {\displaystyle p_{1}=p_{0}} e {\displaystyle p_{2}=p}, substituímos e obtemos a fórmula usual da pressão na profundidade ou altura {\displaystyle h}:
{\displaystyle \ p=p_{0}+\rho gh}.
A equação acima representa a demonstração do teorema de Stevin.
Onde, em termos do SI:
- {\displaystyle p} é a pressão total na profundidade h (em Pascal);
- {\displaystyle p_{0}} é pressão acima do líquido (em Pascal);
- {\displaystyle \rho } é a massa específica (ou densidade) do fluido em questão (em kg/m³);
- {\displaystyle g} é a aceleração da gravidade (em m/s²);
- {\displaystyle h} é a profundidade ou altura (em metros).

Para compreender melhor, podemos usar um exemplo comum: a pressão {\displaystyle p} total é a soma das pressões {\displaystyle p_{0}} (pode ser a pressão atmosférica acima da superfície do líquido) e {\displaystyle \rho gh} (pressão na profundidade {\displaystyle h} de um fluido.
Um outro exemplo pode ser ilustrado de acordo com a figura abaixo, onde a pressão hidrostática se dá pela diferença das pressões aplicadas sobre o sifão:
  sendo que {\displaystyle p_{1}>p_{2}}. 
As setas representam apenas que existem pressões atuando naquelas seções do sifão, tendo em vista que pressão não é um grandeza vetorial.
{\displaystyle p_{1}-p_{2}=\rho gh}
Assim, para calcular apenas a pressão hidrostática usamos a fórmula abaixo:
{\displaystyle p=\rho gh}

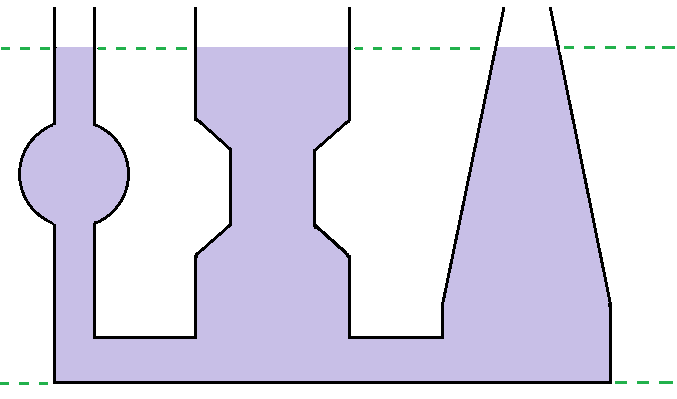
Vasos comunicantes

Pode-se perceber ainda, pelo teorema, que:
1. Para obter a diferença de pressão entre dois pontos não importa a distância entre eles, mas sim a diferença de altura;
2. Dois pontos num mesmo nível em relação ao mesmo plano horizontal possuem a mesma pressão;
3. O formato de recipiente não é importante para o cálculo da pressão em qualquer ponto no fluido. Em um recipiente de formato qualquer, dois pontos em um mesmo nível tem a mesma pressão, desde que o fluido seja o mesmo nesses dois pontos;
4. Se a pressão na superfície livre de um líquido contido em um recipiente for igual a zero, a pressão num ponto à profundidade h dentro do líquido será dada por: {\displaystyle p=\rho gh};
5. O peso específico dos gases é relativamente baixo, então se a diferença de altura entre dois pontos for pequena, não há necessidade de considerar a diferença de pressão entre eles.

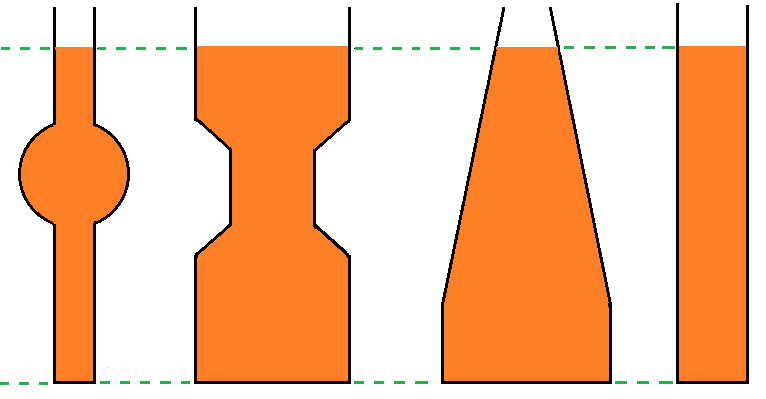
Paradoxo Hidrostático

No fundo de diferentes recipientes, com um mesmo líquido e preenchidos com alturas equivalentes, haverá o mesmo valor de pressão hidrostática.

## Princípio de Arquimedes
O princípio de Arquimedes afirma que:
| “ | Todo corpo imerso, total ou parcialmente em um fluido, sofre ação de uma força vertical para cima e cuja intensidade é igual ao peso do fluido deslocado pelo corpo. | ” |

Esta força resultante de baixo para cima sobre o corpo sólido denomina-se força de empuxo que, de acordo com o princípio de Arquimedes, pode ser definida por:
{\displaystyle F_{E}=m_{f}g}
onde {\displaystyle m_{f}} é a massa do fluido deslocado pelo corpo e {\displaystyle g} a aceleração gravitacional.
Quando um balão flutua em equilíbrio no ar ou quando um submarino está em equilíbrio debaixo d'água, seu peso é igual ao peso da água deslocado por ele, ou seja, a força de empuxo é igual a força gravitacional exercida sobre o corpo. Quando essas forças são iguais, pode-se dizer que o corpo está flutuando no fluido.

### Peso aparente
Se colocarmos uma pedra sobre uma balança calibrada, a leitura da balança seria do peso da pedra. Agora, imagine se colocarmos a balança debaixo d'água para medir o peso da mesma pedra. A leitura da balança seria menor devido a força de empuxo sobre a pedra. Esta leitura passa a ser, portanto, o peso aparente.
O peso aparente está relacionado ao peso real de um corpo e à força de empuxo sobre ele, descrito na forma:
{\displaystyle peso_{aparente}=peso_{real}-F_{E}}

### Determinação do centro de pressão
A posição do centro de pressão pode ser determinada aplicando-se o teorema dos momentos. A equação resultante é:
{\displaystyle y_{p}={\bar {y}}+{I_{0} \over A\cdot {\bar {y}}}}
onde {\displaystyle y_{p}}é a distância entre a linha de interseção com a superfície livre do líquido e o centro de pressão da área, {\displaystyle I_{0}} o momento de inércia em relação ao eixo-intersecção e, {\displaystyle {\bar {y}}} a distância entre a linha de interseção com a superfície livre e o centro de gravidade da área, sendo que o centro de pressão se localiza um pouco abaixo do centro de gravidade.